# Општина Аита Маре (Ковасна)
Аита Маре (рум. Aita Mare) општина је у Румунији у округу Ковасна.
Oпштина се налази на надморској висини од 502 m.